# Tony Iommi
Frank Anthony "Tony" Iommi, född 19 februari 1948 i Birmingham, är en brittisk gitarrist. Han är mest känd för att ha grundat heavy metal-bandet Black Sabbath. Han är den ende originalmedlemmen som har stannat kvar under alla år. Åren 2006–2010 var han aktuell med Heaven and Hell, som bestod av bland andra Ronnie James Dio på sång. Namnet är taget från Black Sabbaths skiva med samma namn från 1980.

## Biografi

### Bakgrund
Iommi föddes i Birmingham och hade en italiensk mor och engelsk far. Hans far var timmerman medan hans mor skötte familjens butik som fick dela byggnad med familjens bostad. Skolan han gick i var Birchfield Road School, där även den framtida bandkamraten Ozzy Osbourne studerade. När han var i 10-årsåldern började han träna judo, karate och även boxning för att kunna skydda sig mot olika lokala gäng som fanns i trakterna där han bodde. Han fick senare jobb i en musikaffär, men fick sparken då han blev anklagad för att ha stulit varor från butiken.
När Iommi var barn spelade hans pappa på hobbybasis dragspel och munspel. Detta ledde till att Tony också började spela dragspel. Detta var inte riktigt vad han ville. Det han då helst hade spelat var trummor, men han fick aldrig några.
Inspirerad av gitarrgruppen The Shadows började Iommi i tonåren spela gitarr. Hans första gitarr var en Watkins, en billig brittisk kopia av en Fender Stratocaster. När han senare började spela med Burns, ett brittiskt band, använde han sig av en riktig Stratocaster. Valet av gitarr begränsades av att han spelade vänsterhänt. I England fanns på den tiden i princip inga Gibson eller Stratocaster för vänsterhänta. Sin första Gibson spelade han upp och ner.
Efter en arbetsolycka som artonåring förlorade han fingertopparna på långfingret och ringfingret på högerhanden. Eftersom han är vänsterhänt, och därmed använder högerhanden som fingertoppar på gitarrens greppbräda, trodde han att hans gitarrspelardagar var över, men efter uppmuntran från sin chef, klädde han på plastskydd över sina fingertoppar. Han satte sedan läderbitar på plasten för greppets skull.

### Earth och Jethro Tull
Tony Iommi, Geezer Butler, Bill Ward och Ozzy Osbourne skapade 1968 bandet Earth. Dock lämnade Iommi bandet 1968 för Jethro Tull.

### Black Sabbath
Iommi återvände till Earth påföljande år, vid en tidpunkt då ett annat band kallat Earth rönte viss framgång i England. Black Sabbath blev då deras nya namn.
Iommis olycka i ungdomen har hjälpt Black Sabbath att skapa sitt unika ljud. Han har ibland sin gitarr nedstämd, och spelar tungt och hårt. Några av hans mest utpräglade riff förekommer i "Paranoid", "War Pigs" och "Iron Man". Ett av Iommis kännetecken på de tidiga albumen är att hans solon ibland är "dubblerade", alltså inspelade två gånger (eller fler). Effekten blir att det låter som om han duellerar med sig själv, vilket naturligtvis inte går att återskapa live. Några låtar där detta kan höras är "Under the Sun", "Killing Yourself to Live", "N.I.B.", "Lord of This World", "Sabbath Bloody Sabbath" och "Hole in the Sky".

### Solokarriär
Iommi släppte, under artistnamnet Iommi, en soloskiva år 2000. 2004 kom skivan The 1996 DEP Sessions med Glenn Hughes som sångare. Skivan var tidigare känd i bootleg-kretsar som Eighth Star. Iommi släppte 2005 skivan Fused tillsammans med Glenn Hughes.
Under sommaren 2007 genomförde Iommi tillsammans med bland andra Ronnie James Dio turnén Heaven and Hell. På turnén medverkade, förutom Iommi på gitarr och Ronnie James Dio som sångare, även Geezer Butler på bas och Vinny Appice på trummor.
Den 9 januari 2012 blev det offentligt att Iommi diagnostiserats med cancerformen lymfom.